# Hauhonselkä
Hauhonselkä är en sjö i Finland. Den ligger i kommunen Tavastehus i landskapet Egentliga Tavastland, i den södra delen av landet, 110 km norr om huvudstaden Helsingfors. Hauhonselkä ligger 84,2 meter över havet. Den är 10 meter djup. Arean är 22,12 kvadratkilometer och strandlinjen är 63,29 kilometer lång. Sjön  ingår i Kumo älvs huvudavrinningsområde. 